# Campeonato Mundial de Atletismo em Pista Coberta de 2014 - 1500 m feminino
A prova dos 1500 metros feminino do Campeonato Mundial de Atletismo em Pista Coberta de 2014 foi disputada entre 7 e 8 de março na Ergo Arena em Sopot, na Polônia.

## Recordes
Antes desta competição, os recordes mundiais e do campeonato nesta prova eram os seguintes:
|    | Nome           | Nacionalidade | Tempo     | Local               | Data                   |
| -- | -------------- | ------------- | --------- | ------------------- | ---------------------- |
| WR | Genzebe Dibaba | Etiópia       | 3m 55s 17 | Karlsruhe, Alemanha | 1 de fevereiro de 2014 |
| CR | Gelete Burka   | Etiópia       | 3m 59s 75 | Valência, Espanha   | 9 de março de 2008     |

## Medalhistas
| Ouro                | Prata                 | Bronze                 |
| Abeba Aregawi (SWE) | Axumawit Embaye (ETH) | Nicole Sifuentes (CAN) |

## Cronograma
| Data       | Hora  | Evento        |
| ---------- | ----- | ------------- |
| 7 de março | 19:35 | Eliminatórias |
| 8 de março | 19:00 | Final         |

## Resultados

### Eliminatórias
Qualificação: 2 atletas de cada bateria  (Q) mais os 3 melhores qualificados (q).  
| Colocação | Bateria | Atleta                 | Nacionalidade  | Tempo   | Notas  |
| --------- | ------- | ---------------------- | -------------- | ------- | ------ |
| 1.        | 2       | Abeba Aregawi          | Suécia         | 4:08,74 | Q      |
| 2.        | 2       | Axumawit Embaye        | Etiópia        | 4:09,46 | Q      |
| 3.        | 2       | Nicole Sifuentes       | Canadá         | 4:09,49 | q, PB  |
| 4.        | 2       | Siham Hilali           | Marrocos       | 4:09,76 | q, SB  |
| 5.        | 2       | Swietłana Karamaszewa  | Rússia         | 4:10,91 | q, SB  |
| 6.        | 1       | Rababe Arafi           | Marrocos       | 4:10,95 | Q      |
| 7.        | 1       | Heather Kampf          | Estados Unidos | 4:11,27 | Q, PB  |
| 8.        | 1       | Jelena Korobkina       | Rússia         | 4:11,43 |        |
| 9.        | 1       | Gudaf Tsegay           | Etiópia        | 4:11,83 |        |
| 10.       | 1       | Jemma Simpson          | Reino Unido    | 4:11,93 |        |
| 11.       | 3       | Treniere Moser         | Estados Unidos | 4:12,63 | Q      |
| 12.       | 1       | Danuta Urbanik         | Polónia        | 4:13,34 |        |
| 13.       | 3       | Luiza Gega             | Albânia        | 4:13,78 | Q      |
| 14.       | 2       | Katarzyna Broniatowska | Polónia        | 4:14,31 |        |
| 15.       | 2       | Claire Tarplee         | Irlanda        | 4:15,64 |        |
| 16.       | 3       | Mimi Belete            | Barém          | 4:16,02 |        |
| 17.       | 3       | Isabel Macías          | Espanha        | 4:17,14 |        |
| 18.       | 3       | Maruša Mišmaš          | Eslovênia      | 4:18,92 |        |
| 19.       | 1       | Eliane Saholinirina    | Madagáscar     | 4:19,64 | NR     |
| DSQ       | 3       | Gamze Bulut            | Turquia        | 4:24,52 | Doping |

### Final
A final ocorreu dia 8 de março. 

| Colocação         | Atleta                | Nacionalidade  | Tempo   | Notas |
| ----------------- | --------------------- | -------------- | ------- | ----- |
| Medalha de ouro   | Abeba Aregawi         | Suécia         | 4:00,61 |       |
| Medalha de prata  | Axumawit Embaye       | Etiópia        | 4:07,12 | PB    |
| Medalha de bronze | Nicole Sifuentes      | Canadá         | 4:07,61 | NR    |
| 4.                | Siham Hilali          | Marrocos       | 4:07,62 | SB    |
| 5.                | Treniere Moser        | Estados Unidos | 4:07,84 | PB    |
| 6.                | Luiza Gega            | Albânia        | 4:08,24 |       |
| 7.                | Swietłana Karamaszewa | Rússia         | 4:13,89 |       |
| 8 !               | Heather Kampf         | Estados Unidos | DSQ     |       |
| 9 !               | Rababe Arafi          | Marrocos       | DSQ     |       |

Legenda
| Recorde mundial       | Recorde mundial (World record)               |                       | Recorde africano                      | Recorde africano (African) |                                           | Q | Classificado por posição (Qualified) |
| Recorde do campeonato | Recorde do campeonato (Championship record)  | Recorde da América    | Recorde da América (Americas)         | q                          | Classificado por melhor tempo (Qualified) |   |                                      |
| Melhor marca do ano   | Melhor marca do ano (World leading)          | Recorde asiático      | Recorde asiático (Asian)              | DNS                        | Não largou (Did not start)                |   |                                      |
| Recorde nacional      | Recorde nacional (National record)           | Recorde europeu       | Recorde europeu (European)            | DNF                        | Não terminou (Did not finish)             |   |                                      |
| Recorde pessoal       | Recorde pessoal do atleta (Personal best)    | Recorde da Oceania    | Recorde da Oceania (Oceania)          | DSQ / DQ                   | Desclassificado (Disqualified)            |   |                                      |
| Recorde da temporada  | Recorde da temporada do atleta (Season best) | Recorde sul-americano | Recorde sul-americano (South America) | NM                         | Sem marca (No mark)                       |   |                                      |